# Osa-Klasse
Projekt 205 mit dem Decknamen Moskit (russisch „Москит“) (deutsch: „Moskito“), von der NATO als Osa-Klasse bezeichnet, war eine Klasse von Flugkörperschnellbooten der Zeit des Kalten Krieges aus sowjetischer Produktion. Osa wurden in zahlreiche Staaten exportiert. Es gab im Wesentlichen zwei Baureihen der Klasse, wobei das Projekt 205U im Vergleich zu der älteren Version über modernere Raketen verfügte.

## Geschichte
Die Boote wurden von 1957 bis 1958 unter der Projektnummer 205 entwickelt. Bis dahin hatte es weltweit keine vergleichbaren Entwicklungen gegeben; es musste auf vielen Gebieten Neuland betreten werden. Die Konstrukteure mussten beispielsweise klären, wie sich der Start aller vier Raketen gleichzeitig auf den Bootskörper auswirkt, oder ob Raketen und Artillerie gemeinsam eingesetzt werden können. Während die Boote schiffbaulich gelungen waren, gab es im späteren Einsatz immer wieder Motorenprobleme. Die Feuerleitanlage erwies sich als sehr störanfällig. Baubeginn war 1960 auf der Leningrader Werft Primorsk. Insgesamt wurden 140 Boote des ersten Bauloses von Projekt 205, der „Osa-I-Klasse“, gebaut.
Anfang der 1960er-Jahre stellten verschiedene Länder die Boote in Dienst. Zu diesem Zeitpunkt verkörperten sie die Weltspitze. Boote der Klasse Osa I waren Bestandteil der Seestreitkräfte mehrerer Länder des Warschauer Paktes, aber auch nichtsozialistische Länder stellten Boote dieses Typs in Dienst. Die Boote der verschiedenen Marinen unterschieden sich teilweise in der Bewaffnung und Technik. Insgesamt wurden über 400 Boote der beiden Baureihen hergestellt, von denen der Großteil (etwa 300) bei der sowjetischen Marine verblieb. Zusätzlich wurden rund 120 weitere Einheiten in Lizenz in der Volksrepublik China hergestellt.
Zu Kampfeinsätzen der Osa-Klasse kam es in verschiedenen Konflikten. Zunächst waren die Boote zwar zur Zeit des Sechstagekrieges zwischen Israel, Syrien, Ägypten und Jordanien aktiv, traten aber während des Krieges nicht in Erscheinung. Erst im nachfolgenden und über Jahre andauernden Konflikt (Abnutzungskrieg) kam es am 21. Oktober 1967 vor Port Said zur Versenkung des israelischen Zerstörers Eilat (ex-HMS Zealous (R39)) durch ägyptische Schnellboote der älteren Komar-Klasse, die mit Flugkörpern vom selben Typ SS-N-2 Styx bewaffnet waren, wodurch auch die Osa-Boote bei der NATO  Beachtung erlangten. 
Weitere Einsätze fanden im Bangladesch-Krieg zwischen Indien und Pakistan statt. Dort griffen drei indische Osa-Boote im Rahmen der Operation Dreizack am 3. Dezember 1971 den Hafen von Karatschi an und versenkten die pakistanischen Schiffe PNS Muhafiz und PNS Khyber; die PNS Shajahan wurde schwer beschädigt. Ein weiterer Raid dieser Art fand am 8. Dezember statt und führte neben der Versenkung des panamaischen Frachters Gulf Star zur Beschädigung weiterer Schiffe sowie der Zerstörung des Treibstofflagers.
Ein weiteres markantes Ereignis war die Schlacht von Latakia während des Jom-Kippur-Krieges am 7. Oktober 1973. Hierbei versenkten Raketenschnellboote der israelischen Marine insgesamt fünf Schiffe der syrischen Marine, darunter ein Osa- und zwei Komar-Boote. Zwei Tage später versenkten israelische Raketenschnellboote drei ägyptische Boote der Osa-Klasse in der Schlacht von Baltim. Ein viertes Boot konnte entkommen. In beiden Fällen wurden die israelischen Einheiten durch den Einsatz von Düppeln und elektronischen Gegenmaßnahmen begünstigt, die Gegenangriffe ins Leere laufen ließen.
Weitere Schnellboote der Osa-Klasse kamen im Iran-Irak-Krieg von 1980 bis 1988 auf irakischer Seite zum Einsatz und stellten eine wichtige Komponente des „Tankerkriegs“ dar.

## Technik

### Rumpf

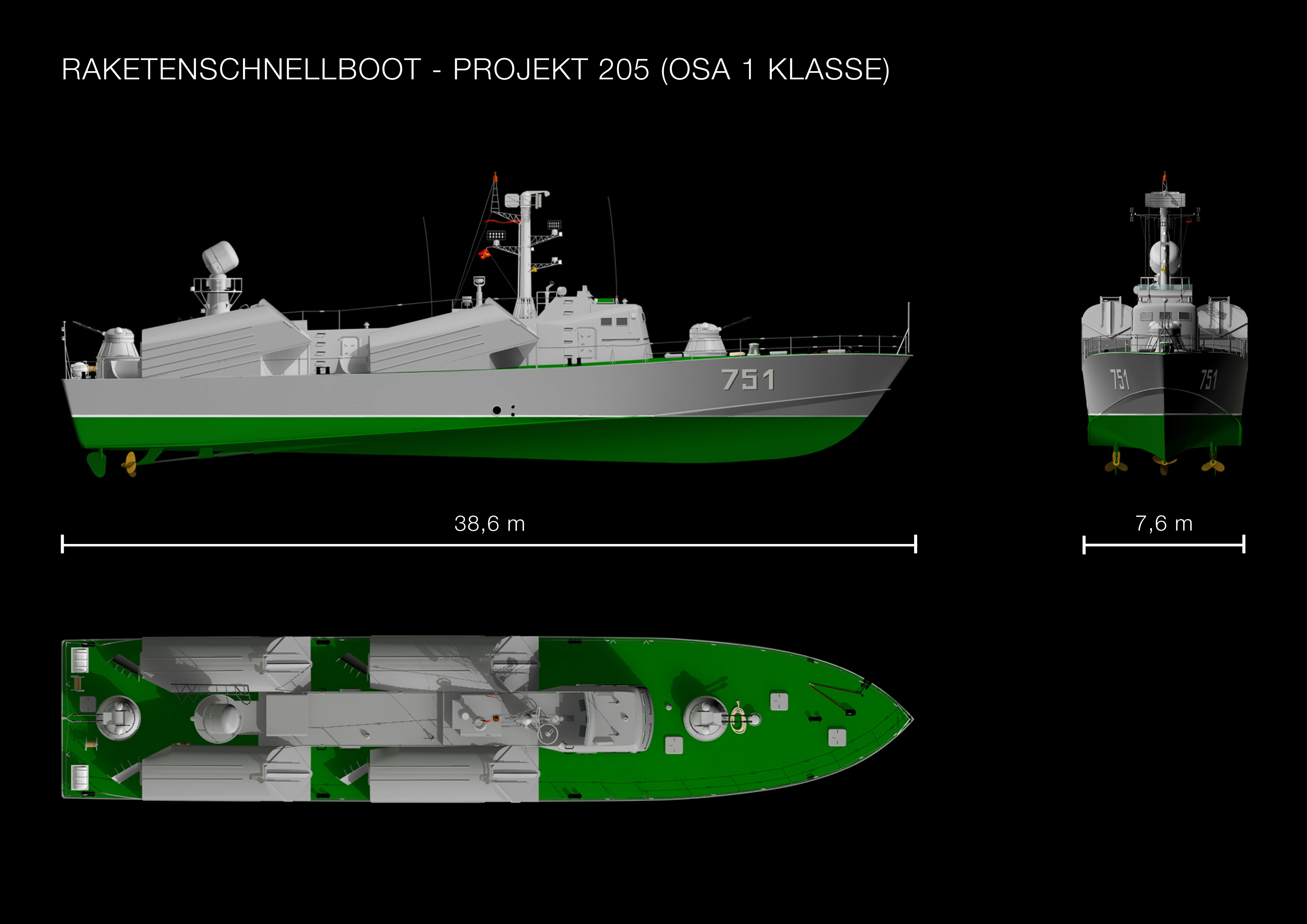
Raketenschnellboot Projekt 205 (OSA-1-Klasse)

Die Osa war ein kombiniertes Verdrängungs-Gleitboot mit einem voll geschweißten Schiffbaustahl-Bootskörper. Die Bootsauf- und -einbauten bestanden vorwiegend aus Aluminium und waren sowohl geschweißt als auch genietet und verschraubt.

### Antrieb

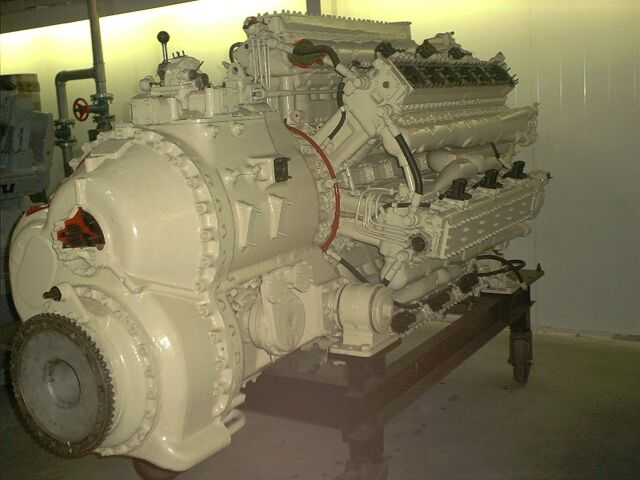
Reihensternmotor

Zum Antrieb besaß das Boot drei Diesel-Sternmotoren vom Typ Swesda M503A. Diese Reihensternmotoren hatten sieben Blöcke mit je sechs Zylindern. Sie waren wassergekühlt, besaßen eine Turboladercompoundaufladung und hatten jeweils 4000 PS (2942 kW) Leistung. Die maximale Umdrehungszahl lag bei 2500 Umdrehungen pro Minute. Die Steuerbord- und Backbordmaschine befanden sich im Bugmaschinenraum, die Mittelmaschine war im Heckmaschinenraum untergebracht. Zur Erzeugung der Bordspannung von 220 V Gleichstrom standen drei Hilfsdiesel zur Verfügung; einer im Bugmaschinenraum und zwei im Heckmaschinenraum.

### Bewaffnung

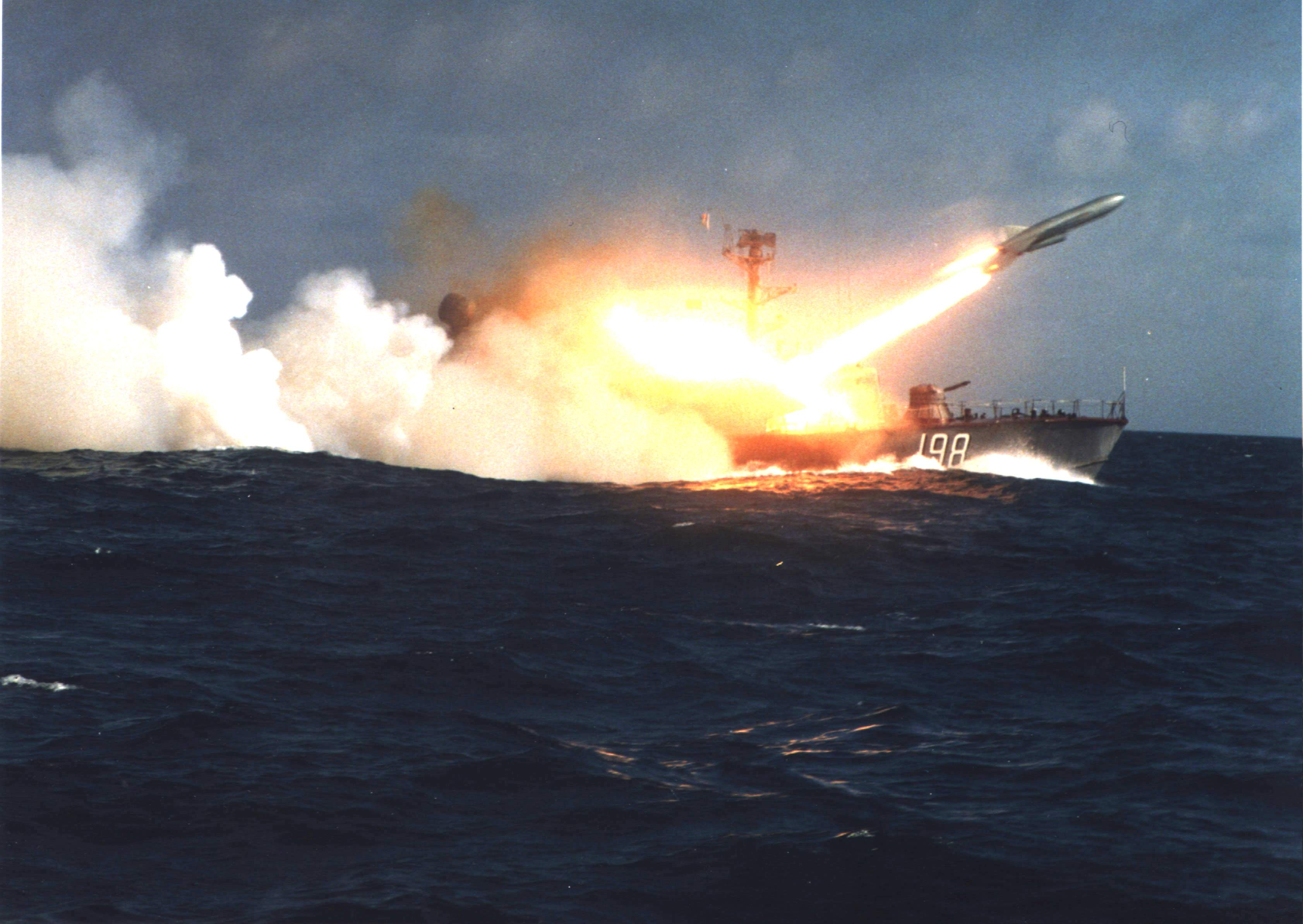
Raketenstart

Das Boot konnte mit vier zielsuchenden Seezielflugkörpern P-15 (SS-N-2A) bestückt werden. Die Reichweite der Raketen betrug bis zu 25 sm (etwa 46 km). Auf der Osa-II-Klasse waren zusätzlich zwei Vierfachstarter für leichte Luftabwehrraketen des Typs Strela-2 (NATO-Bezeichnung SA-N-7 „Grail“) installiert.
Das Boot besaß je eine automatische 30-mm-Zwillings-Schnellfeuerkanone AK-230 auf der Back und auf dem Achterdeck. Sie konnten sowohl über ein optisches Visier als auch per Waffenleitradar gerichtet werden und dienten zum einen als Selbstschutz (Flugabwehr) als auch zur Bekämpfung anderer Schiffseinheiten.
Das Boot war in zehn Rumpfkammern (auch „Abteilung“ genannt) unterteilt, von denen drei nicht nebeneinander liegende Kammern geflutet hätten sein können, ohne dass das Boot gesunken wäre.

## Modifikationen
Während der Bauzeit wurde die Klasse mehrfach modernisiert. Die meisten Modifikationen wurden im NATO-Code unter Osa II zusammengefasst, Ausnahmen sind in der Liste aufgeführt.
- Projekt 205P (russisch „205П“): NATO-Code Stenka-Klasse, Patrouillenboot mit U-Jagd-Fähigkeit,
- Projekt 205U (russisch „205У“): Seezielflugkörper vom Typ P-15U (SS-N-2B),
- Projekt 205M (russisch „205Мод“): Seezielflugkörper vom Typ P-15M (SS-N-2C) und neuere Diesel vom Typ M-504,
- Projekt 205MA(russisch „206МР“): Slepen, Testboot mit AK-176, siehe unten,
- Projekt 205MR: verbesserte Seezielflugkörper, vermutlich modernisierte P-15M,
- Projekt 205K (russisch „205ЭМ“): (eventuell auch Projekt 205A) Modernisierung der Osa-I-Boote auf den Standard vom Projekt 205M,
- Projekt 205Ch: Projekt 205M mit 400-V-Wechselstrom-Bordnetz anstelle des sonst verwendeten 220-V-Gleichstroms,
- Projekt 205Z: Umrüstung zu Zielen für die Raketenausbildung nach 1980,
- Projekt 205.4 ((russisch „205ЭР“)russisch „205ЭР мод2“): (eventuell auch Projekt 205ER) in den späten 1990er-Jahren modernisierte Version mit acht bis zwölf Kh-35-(SS-N-25)-Seezielflugkörpern. Ein Boot wurde auf diese Variante umgerüstet.

### Testboot der Slepen-Klasse
Ein einzelnes Boot des Projekts 205 wurde 1970 mit einem doppelläufigen 57-mm-Geschütz AK-725, einem 30-mm-Luftabwehrgeschütz vom Typ AK-630/MR-123 und dem Prototyp des Feuerleitradars Bass Tilt ausgerüstet, um diese Konfiguration für die Grischa-III-Klasse zu testen. 1975 wurde dieses Boot (oder ein weiteres Boot der Osa-Klasse) umgerüstet. Das AK-725 wurde durch ein 76-mm-Geschütz AK-176 ersetzt. Dieses Boot diente als Test für die Matka- und Nanuchka-III-Klasse. Bei beiden Versionen wurde das hintere AK230 beibehalten.

## Boote des Projekts 205
|  | Ägypten     | 10 Boote | vier davon im Jom-Kippur-Krieg verloren                                |
|  | Benin       | 2 Boote  |                                                                        |
|  | Bulgarien   | 3 Boote  |                                                                        |
|  | VR China    | 4 Boote  | dazu 120 in Lizenzfertigung als Typ 021 (NATO: Hola/Houdong/Huangfeng) |
|  | DDR         | 15 Boote | siehe unten                                                            |
|  | Indien      | 8 Boote  | siehe unten                                                            |
|  | Irak        | 4 Boote  | alle verloren                                                          |
|  | Nordkorea   | 12 Boote |                                                                        |
|  | Polen       | 13 Boote | siehe unten                                                            |
|  | Rumänien    | 6 Boote  |                                                                        |
|  | Sowjetunion |          |                                                                        |
|  | Syrien      | 8 Boote  |                                                                        |

|  | Äthiopien                         | 4 Boote  | davon eines in Eritrea |
|  | Algerien                          | 9 Boote  |                        |
|  | Angola                            | 6 Boote  |                        |
|  | Bulgarien                         | 6 Boote  |                        |
|  | Finnland                          | 4 Boote  | siehe unten            |
|  | Indien                            | 8 Boote  | siehe unten            |
|  | Irak                              | 6 Boote  | alle verloren          |
|  | Demokratische Volksrepublik Jemen |          |                        |
|  | Kuba                              | 13 Boote |                        |
|  | Libyen                            | 12 Boote |                        |
|  | Somalia                           | 2 Boote  |                        |
|  | Sowjetunion                       |          |                        |
|  | Syrien                            | 12 Boote |                        |
|  | Vietnam                           | 8 Boote  |                        |

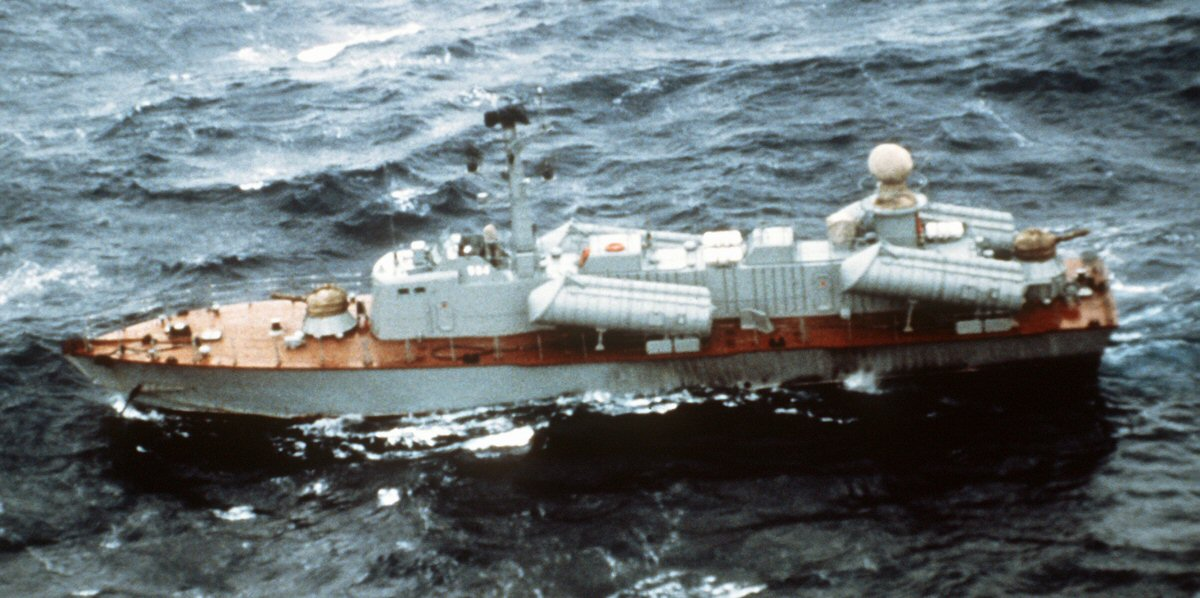
Ein Boot der Osa-II-Klasse auf hoher See

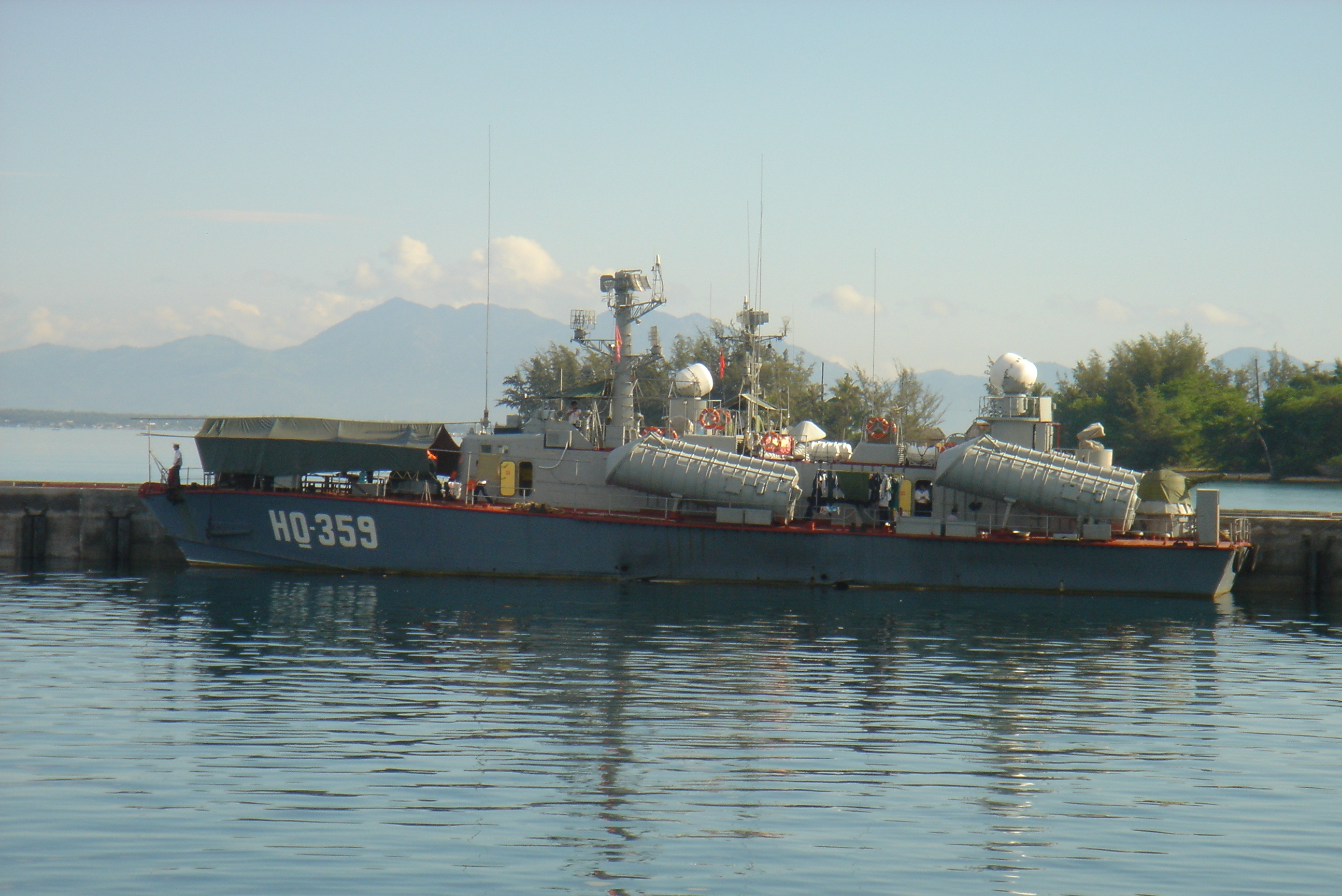
Osa-II-Flugkörperschnellboot der vietnamesischen Marine

Im Jahre 1996 erhielt Lettland entsprechend einer Regierungsvereinbarung mit Deutschland fünf Boote aus dem Bestand der ehemaligen Volksmarine. Zuvor waren in der Neptun Werft Rostock die Ari- und Raketenbewaffnung abgerüstet worden. Drei Boote wurden zu Wachbooten umgebaut und die anderen zwei zur Ersatzteilgewinnung verwendet.

### Volksmarine der DDR

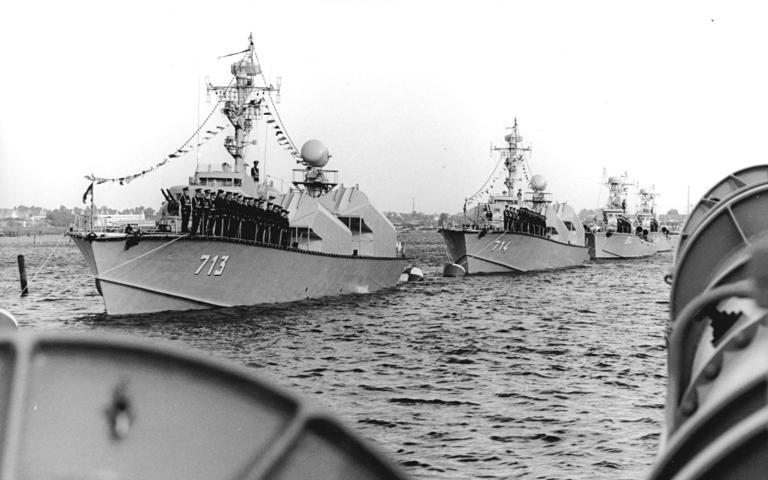
Zwei Boote der Osa-Klasse der Volksmarine

Die Boote der Osa-I-Klasse wurden bei der Volksmarine als „Raketenschnellboote“ oder kurz als „RS-Boote“ bezeichnet und waren auf Rügen in der 6. Flottille gruppiert. Die ersten zwei Boote wurden 1962 in Dienst gestellt. Weitere sieben folgten 1964 und jeweils drei 1965 und 1971. Die 1971 in Dienst gestellten Boote ersetzten die drei ältesten Boote, die in die Schulbootsabteilung überführt worden waren. Bis auf das fünfte in Dienst gestellte Boot mit dem Namen Dr. Richard Sorge erhielten alle Boote bei ihrer Indienststellung Namen von Roten Matrosen der Ereignisse in der Friedensbewegung in der ehemaligen deutschen Hochseeflotte 1917, dem Kieler Matrosenaufstand und der Novemberrevolution.
Im Mai 1964 nahmen die ersten beiden in Dienst gestellten Boote Max Reichpietsch und Albin Köbis am praktischen Raketenschießabschnitt vor Baltijsk teil. Dieses Raketenschießen, an dem später nur noch je ein Boot teilnahm, fand bis 1989 jährlich statt. 1981 begann die planmäßige Außerdienststellung der Boote 205/2, 3 und 6 aufgrund beginnender Materialermüdung und eines hohen technischen Verschleißes nach fast 20 Jahren Dienstzeit. Die restlichen zwölf Boote sollten 1:1 durch moderne Raketenträger, wie die kleinen Raketenschiffe der Tarantul-I- und Sassnitz-Klasse, ersetzt werden. Dieses Vorhaben scheiterte an fehlenden Finanzmitteln und die Boote der Osa-I-Klasse mussten weiter in Dienst gehalten werden. Erst 1990 mit dem Auflösen der Volksmarine konnten die mittlerweile völlig verschlissenen Boote außer Dienst gestellt werden.
Die Schnellboote waren in den 1980er-Jahren zu je vier Booten in einer Abteilung gruppiert, die jeweils in der 1., 3. und 5. Brigade eingegliedert waren.
Entsprechend einer Regierungsvereinbarung erhielt die Marine Lettlands 1993 nach Demontage der Rohrartillerie- und Raketenbewaffnung in der Neptun-Werft die letzten drei, 1971 angeschafften Boote (205/13, 14, 15) als Wachboote. 1995 folgten zwei weitere (205/10, 11), die als Materialreserve dienten. Die Bundesmarine war an einer Übernahme der Boote nicht interessiert. Die restlichen Boote wurden komplett verschrottet.

#### Besonderheiten bei der Volksmarine
Die ersten an die Volksmarine gelieferten Raketenschnellboote wurden noch ohne Waffenleitanlage ausgeliefert. Erst 1965 erfolgte in Tallinn eine Nachrüstung mit der Waffenleitanlage MR-104 für die Rohrwaffen. Die Waffenleitanlage für die Flugkörper nannte sich MR-101. Ferner waren einige Boote mit radaraufklärenden Geräten versehen, das heißt, sie konnten empfangene Radarsignale analysieren, die dem gesendeten Gerät als quasi elektronischer Fingerabdruck zuzuordnen sind.
Da die elektrischen Geräte der DDR mit 220 Volt Wechselstrom funktionierten, an Bord aber nur Gleichstrom zur Verfügung stand, wurden die Boote zusätzlich mit einer 220-V-Wechselstromanlage ausgestattet. So konnten an Bord auch elektrische Geräte benutzt werden, die nicht zur fest eingebauten Ausrüstung gehörten. Mitte der 1980er-Jahre rüstete die Volksmarine ihre RS-Boote mit Täuschkörper-Wurfanlagen aus. Sie dienten zur Abwehr von angreifenden Flugkörpern.
Im Kriegseinsatz hätten die Boote in einem bestimmten Abstand ein Luftkissen hinter sich hergezogen. Die Oberfläche war stark radarreflektierend. Mit Hilfe des Kissens sollte einem radargesteuerten angreifenden Flugkörper ein wesentlich längeres Boot vorgetäuscht werden, sodass der die Mitte des Bootes ansteuernde Flugkörper zwischen Boot und Luftkissen hindurchgeflogen wäre.
Auf See führten die Boote 1200 Liter Trinkwasser mit; 800 Liter waren für Nahrungszubereitung vorgesehen und 400 Liter dienten als Kühlwasserreserve für die Antriebsmaschinen.

#### Leben an Bord
Die Besatzungen waren auch im Hafen ständig auf den Booten stationiert. Sie wohnten und schliefen an Bord. Es gab in jeder Brigade, in denen die RS-Boote organisiert waren, ein Wohnschiff, auf dem Räumlichkeiten für die Besatzungen vorhanden waren. Anfangs waren es vor allem die Torpedoschnellboot-Besatzungen, die hier untergebracht waren. Mit dem Außer-Dienst-Stellen der Torpedoschnellboote wurden die Räumlichkeiten nach und nach für RS-Boot-Besatzungen frei.
In der zweiten Bootsabteilung befand sich das 8-Mann-Deck, in dem die Maate, Meister und Fähnriche untergebracht waren. Die dritte Bootsabteilung war das 12-Mann Deck. Hier waren die Matrosen untergebracht. Da aber zur planmäßigen Besatzung mehr als 12 Matrosen gehörten, wurde ein Teil von ihnen in der Offiziermesse untergebracht. Diese befand sich in der achten Bootsabteilung. Dort hatten bis zu sechs Matrosen Platz. Das Offiziersdeck befand sich in der vierten Bootsabteilung.
Es gab zwei Toiletten an Bord, sie wurden aber nicht benutzt, da die Abflussrohre viel zu dünn ausgelegt waren. Im Hafen konnten die Toiletten auf dem Wohnschiff benutzt werden. War man auf See, musste man sich andere Lösungen ausdenken. Auf dem Wohnschiff gab es auch Duschen und Waschgelegenheiten. Auf See wurde sich mit Seewasser gewaschen.
Das Wohnschiff hatte eine große Kombüse, wo für alle Besatzungen der Brigade gemeinsam gekocht wurde. Auch die Mannschaftsmesse (Speisesaal) war auf dem Wohnschiff untergebracht. Die Offiziere hatten auf dem Wohnschiff ein eigenes Deck mit Unterkünften, Kombüse und Messe. Für die Tage auf See gab es eine kleine Kombüse auf dem RS-Boot. Entweder wurde auf Gefechtsstation gegessen oder in den Gefechtspausen auf dem Oberdeck, so weit es das Wetter zuließ.

#### Boote, die sich im Dienst befanden
| Bau-Nr. | Kennzeichen                                                 | Name                | Indienststellung   | Außerdienststellung | Verbleib |
| ------- | ----------------------------------------------------------- | ------------------- | ------------------ | ------------------- | --- |
| 205/01  | 702 712 ab 30. Oktober 1964: 711 ab 1971: S-31 ab 1981: 751 | Max Reichpietsch    | 26. November 1962  | 1. Oktober 1990     | als S-31 Schulboot Abbruch bis 1995 in Peenemünde-Nordhafen                                                                                         |
| 205/02  | 701 711 ab 30. Oktober 1964: 712 ab 1971: S-32              | Albin Köbis         | 26. November 1962  | 22. September 1981  | als S-32 Schulboot verschrottet |
| 205/03  | 713 751                                                     | Rudolf Egelhofer    | 14. Januar 1964    | 26. November 1981   | verschrottet (nicht zu verwechseln mit dem 1985 in Dienst gestellten gleichnamigen Flugkörperschnellboot der Tarantul-I-Klasse mit der Kennung 572) |
| 205/04  | 714 ab 1971: S-33 ab 1981: 713                              | Dr. Richard Sorge   | 14. Januar 1964    | 1. Oktober 1990     | als S-33 Schulboot Abbruch bis 1995 in Peenemünde-Nordhafen                                                                                         |
| 205/05  | 732                                                         | August Lütgens      | 24. September 1964 | 1. Oktober 1990     | Abbruch bis 1995 in Peenemünde-Nordhafen |
| 205/06  | 713                                                         | Paul Eisenschneider | 16. Oktober 1964   | 4. November 1981    | verschrottet |
| 205/07  | 733                                                         | Karl Meseberg       | 24. Oktober 1964   | 1. Oktober 1990     | Abbruch bis 1995 in Peenemünde-Nordhafen |
| 205/08  | 712                                                         | Walter Krämer       | 5. Dezember 1964   | 1. Oktober 1990     | Abbruch bis 1995 in Peenemünde-Nordhafen |
| 205/09  | 752                                                         | Paul Schulz         | 24. Dezember 1964  | 1. Oktober 1990     | Abbruch bis 1995 in Peenemünde-Nordhafen |
| 205/10  | 754                                                         | Paul Wieczorek      | 24. September 1965 | 1. Oktober 1990     | am 27. Juni 1995 als Materialreserve nach Lettland                                                                                                  |
| 205/11  | 714                                                         | Fritz Gast          | 29. November 1965  | 1. Oktober 1990     | am 20. April 1995 als Materialreserve nach Lettland                                                                                                 |
| 205/12  | 734                                                         | Albert Gast         | 23. Dezember 1965  | 1. Oktober 1990     | Abbruch bis 1995 in Peenemünde-Nordhafen |
| 205/13  | 711                                                         | Heinrich Dorrenbach | 3. September 1971  | 1. Oktober 1990     | 1993 an Lettland; als Wachboot |
| 205/14  | 731                                                         | Otto Tost           | 28. September 1971 | 1. Oktober 1990     | 1993 an Lettland; als Wachboot |
| 205/15  | 753                                                         | Josef Schares       | 6. Oktober 1971    | 1. Oktober 1990     | 1993 an Lettland; als Wachboot |

#### Besatzung
| Nautisches Personal     |
| ----------------------- |
| Kommandant              |
| 1. Wachoffizier (1WO)   |
| 2. Wachoffizier (2WO)   |
| Bootsmann / Signal-Maat |
| 1. Signal-Gast          |
| 2. Signal-Gast          |
| Steuermanns-Maat        |
| Ruder-Gast (Lenker)     |
| Funk-Maat               |
| Funk-Gast (Puster)      |

| Waffentechnisches Personal                      |
| ----------------------------------------------- |
| Funkmess-Maat                                   |
| Funkmess-Gast                                   |
| Funkmess-Waffenleit-Maat                        |
| 1. Artillerie-Gast                              |
| 2. Artillerie-Gast                              |
| Waffenleit-Maat (LdR – Leiter der Rechenstelle) |
| 1. Hangar-Gast                                  |
| 2. Hangar-Gast                                  |

| Maschinentechnisches Personal                      |
| -------------------------------------------------- |
| Leitender Ingenieur (LI)                           |
| Wachhabender Ingenieur (WI)                        |
| Mot-Maat (Fahr-Maat)                               |
| 1. Mot-Gast (Maschinist)                           |
| 2. Mot-Gast (Maschinist)                           |
| Pumpen-Gast (Maschinist, spezialisiert auf Pumpen) |
| 1. E-Gast (Bord-Elektriker)                        |
| 2. E-Gast (Bord-Elektriker)                        |

| Sonstige      |
| ------------- |
| Koch (Smutje) |

### Polnische Marine

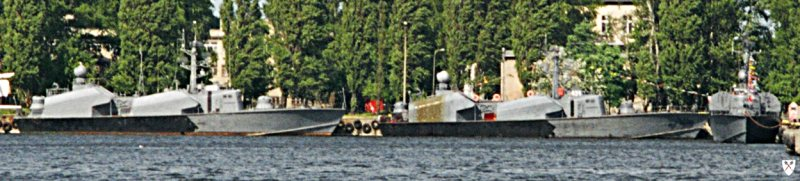
Osa-I-Boote der polnischen Marine

Die Marine der Volksrepublik Polen stellte zwischen 1964 und 1975 insgesamt 13 Boote der Osa-I-Klasse in Dienst. Diese Boote waren ab 1971 in der 3. Schiffs-Flottille in Gdynia-Oksywie gruppiert. Die Boote wurden bis auf Oksywie, was ein Stadtteil von Gdynia ist, alle nach polnischen Küstenstädten benannt.
| Kennzeichen | Name               | Indienststellung | Außerdienststellung |
| ----------- | ------------------ | ---------------- | ------------------- |
| 421         | ORP „Hel“          | 1964             | 1984                |
| 422         | ORP „Gdańsk“       | 1964             | 1989                |
| 423         | ORP „Gdynia“       | 1965             | 1989                |
| 424         | ORP „Kołobrzeg“    | 1965             | 1990                |
| 425         | ORP „Szczecin“     | 1966             | 1990                |
| 426         | ORP „Elbląg“       | 1966             | 1990                |
| 427         | ORP „Puck“         | 1967             | 2003                |
| 428         | ORP „Ustka“        | 1968             | 2000                |
| 429         | ORP „Oksywie“      | 1971             | 2000                |
| 430         | ORP „Darłowo“      | 1972             | 2003                |
| 431         | ORP „Świnoujście“  | 1973             | 2006                |
| 432         | ORP „Dziwnów“      | 1975             | 2004                |
| 433         | ORP „Władysławowo“ | 1975             | 2006                |

### Finnische Marine
| Kennzeichen | Name   |
| ----------- | ------ |
| 11          | Tuima  |
| 12          | Tuisku |
| 14          | Tuuli  |
| 15          | Tyrsky |

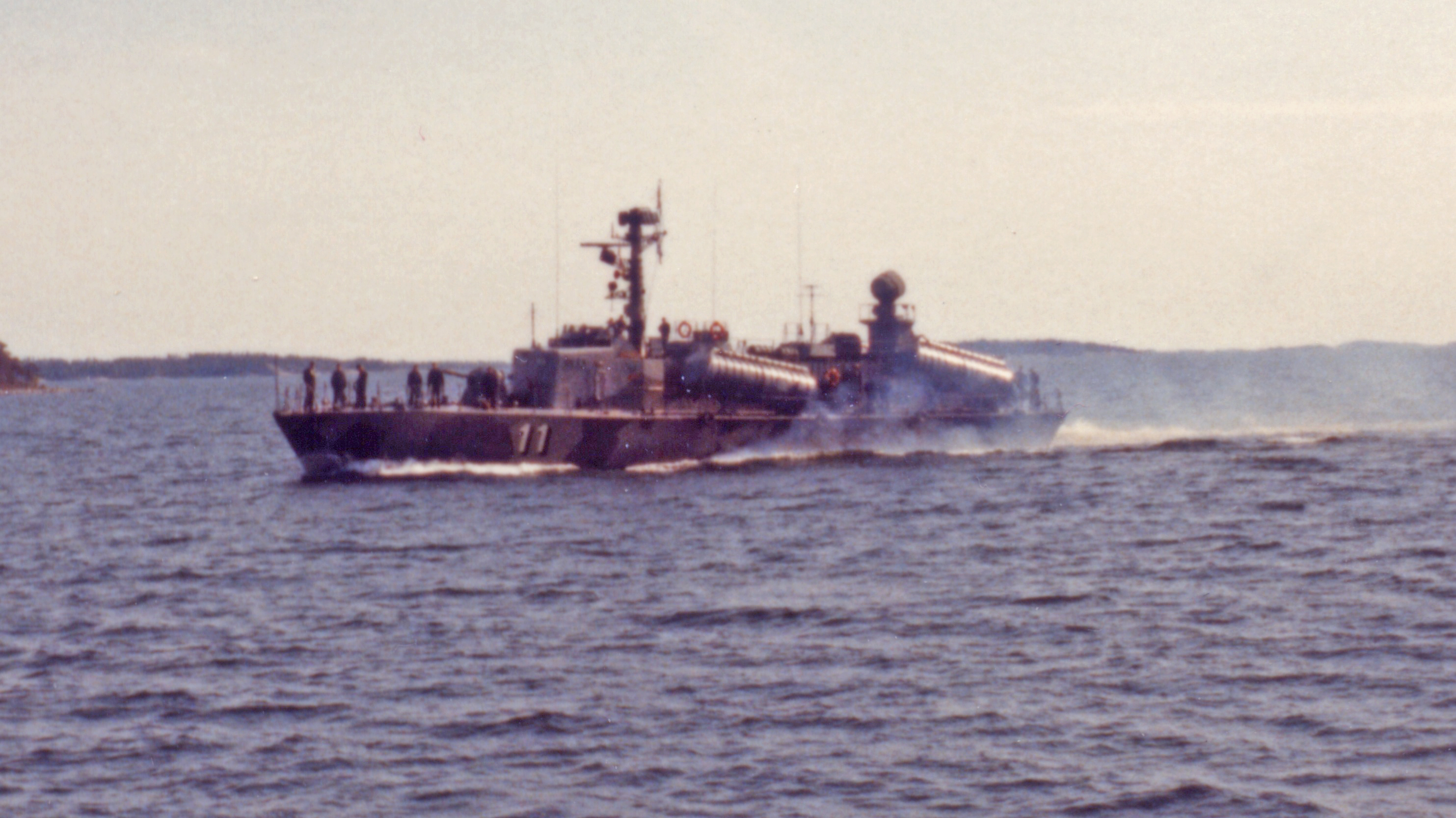
Osa-II-Boote der finnischen Marine

Von 1974 bis 1975 bezog die finnische Marine vier Boote der Osa-II-Klasse von der Sowjetunion. Bei der finnischen Marine lautete die Klassenbezeichnung Tuima-Klasse (finnisch Tuima-luokan ohjusvene). Von 1993 bis 1994 wurden die Boote in der Uusikaupunki-Werft zu schnellen Minenlegern umgebaut. Dazu wurde die Raketentechnik komplett entfernt und der Deckaufbau entsprechend geändert. Die Waffenleitsysteme wurden modernisiert und bei den Booten mit den Kennnummern 11 und 14 wurde die Mittelmaschine samt Welle und Propeller entfernt. Dadurch verringerte sich bei diesen beiden Booten die Höchstgeschwindigkeit auf 30 Knoten. Nach den Umbau der Boote wurden sie im 5. Minen-Geschwader auf der Halbinsel Upinniemi gruppiert. 2000 wurden die Boote außer Dienst gestellt und gingen 2003 nach einer Auktion in den Besitz der GN113 Warbird Consulting Oy über. Diese Firma wollte ein Boot in ein Restaurant und ein weiteres in einen Wasser-Bus für Helsinki umbauen. Die anderen beiden Boote sollten zur Ersatzteilgewinnung dienen. Am 24. Oktober 2006 berichtete die Loviisan Sanomat (Loviisa Zeitung), dass alle vier Boote an die ägyptische Marine verkauft wurden. Die Ausfuhrgenehmigung hierfür wurde am 6. Juli 2006 von Verteidigungsministerium erteilt. Im November 2006 erfolgte die Verschiffung mit speziellen Transportschiffen nach Ägypten. Die Boote der Tuima-Klasse dienten als Grundlage für die eigene Entwicklung der Helsinki-Klasse.

### Indische Marine
Die indische Marine kaufte Anfang 1971 von der Sowjetunion acht Boote der Osa-I-Klasse. Zuvor kam es zum Streit mit Großbritannien, das es ablehnte, Indien moderne Kriegsschiffe zu verkaufen. Die Boote wurden im 25. Killer-Geschwader gruppiert. Sie wurden noch im gleichen Jahr im Bangladesch-Krieg zwischen Indien und Pakistan eingesetzt. Dort spielten sie eine Schlüsselrolle und versenkten mehrere Schiffe Pakistans (siehe oben). Die Boote wurden zwischen 1981 und 1990 außer Dienst gestellt.
Die Boote der Osa-II-Klasse wurden von 1976 bis 1977 in Dienst gestellt. Sie waren im 25. Raketen-Schiff-Geschwader gruppiert. Ihr Heimathafen war der Marinestützpunkt in Visakhapatnam. Die Außerdienststellung der acht Boote zog sich über mehrere Jahre hin. Die ersten beiden Boote wurden im Mai 1996 und die letzten beiden im Mai 2005 außer Dienst gestellt. Die Prabal liegt als Ausstellungsstück im Mumbai's entertainment park. Die Chatak liegt im Marinehafen von Kochi. Auf ihr diente vom 19. Februar bis 27. Dezember 1978 als 2. Kommandierender Offizier der spätere Chef des Generalstabes der indischen Marine Admiral Arun Prakash.
| Kennzeichen | Name    | Indienststellung | Außerdienststellung |
| ----------- | ------- | ---------------- | ------------------- |
| K82         | Veer    | 2. April 1971    | 31. Dezember 1982   |
| K83         | Vidyut  | 16. Februar 1971 | 31. März 1991       |
| K84         | Vijeta  | 27. März 1971    | 30. Juni 1992       |
| K85         | Vinash  | 20. Januar 1971  | 15. Januar 1990     |
| K86         | Nipat   | 26. April 1971   | 29. Februar 1988    |
| K87         | Nashak  | 19. März 1971    | 31. Dezember 1990   |
| K88         | Nirbhik | 20. Februar 1971 | 31. Dezember 1986   |
| K89         | Nirghat | 29. Januar 1971  | 31. Juli 1989       |

| Kennzeichen | Name     | Indienststellung | Außerdienststellung |
| ----------- | -------- | ---------------- | ------------------- |
| K90         | Prachand | 17. Februar 1976 | 29. Dezember 1999   |
| K91         | Pralaya  | 17. Februar 1976 | 8. Juni 2001        |
| K92         | Pratap   | 17. Februar 1976 | 17. Mai 1996        |
| K93         | Prabal   | 17. Februar 1976 | 29. Dezember 1999   |
| K94         | Chapal   | 4. November 1976 | 5. Mai 2005         |
| K95         | Chamak   | 4. November 1976 | 5. Mai 2005         |
| K96         | Chatak   | 9. Februar 1977  | 5. Mai 2003         |
| K97         | Charag   | 17. Oktober 1977 | 17. Mai 1996        |